# RC Přelouč
RC Přelouč – dawny czechosłowacki, a obecnie czeski klub rugby z siedzibą w Přelouč. Męska drużyna obecnie występuje w czeskiej pierwszej lidze.

## Historia
Klub oficjalnie powstał 16 czerwca 1974 r. Jego założycielami byli Leopold Blachut, Jiří Mít i Jiří Franta, którzy podczas służby wojskowej grali w miejscowej Dukli. Drużyna inauguracyjny mecz rozegrała już 14 sierpnia tego samego roku przeciwko rezerwom Slavii Praga przegrywając 41:35. Pierwsze zagraniczne tournée męski zespół odbył w 1987 r. i od tamtej pory odwiedził m.in. Francję, Włochy i Polskę. W roku 2004, w trzydziestą rocznicę powstania klubu, uroczyście zostało oddane do użytku nowe boisko klubu.
Pierwszy raz zespół seniorów awansował do najwyższej klasy rozgrywkowej w 1993 roku, pokonując w decydujących meczach drużyny Lokomotiva Ingstav Brno i RC Olomouc. Utrzymał się na tym poziomie ligowym do roku 1998, kiedy to po trzech rundach sezonu 1998/1999 wycofał się z rozgrywek z powodu problemów finansowych i kadrowych. Powrócił do Ekstraligi na jeden sezon w 2008 roku.

### Historyczne nazwy klubu
- 1974–1990 Tesla Přelouč
- od 1990 Rugby Club Přelouč

### Prezesi klubu
- 1974–1975 Jan Šolta
- 1975–1981 Rudolf Mifek
- 1981–1983 Jan Fridl
- 1983–1986 Vladimír Runkas
- 1986–1997 Jiří Mít
- od 1997 Bořivoj Trejbal

### Kapitanowie klubu
- 1974–1975 Leopold Blachut
- 1975–1983 Jiří Mít
- 1983–1990 Ladislav Mifek
- 1990–1994 Tomáš Černý
- 1994–1997 Kamil Kratochvíl
- 1997–1998 Radek Dostál
- 1998–2006 Martin Kohout
- 2006–2007 Radek Dostál
- 2007 Pavel Kohout
- 2007–2011 Petr Musil

## Sukcesy
- dwukrotny awans do rozgrywek Ekstraligi